# Chuck Taylor
Charles Hollis Taylor, detto Chuck (Contea di Brown, 24 giugno 1901 – Indianapolis, 23 giugno 1969), è stato un cestista e allenatore di pallacanestro statunitense, membro del Naismith Memorial Basketball Hall of Fame dal 1969 in qualità di contributore.
Taylor fu colui che adottò e rese celebri nel mondo le Chuck Taylor All-Stars, scarpe di tela e gomma prodotte dall'azienda Converse.

## Biografia
Taylor frequentò la Columbus High School in Indiana, dove giocò a basket fino al diploma, nel 1918. Successivamente saltò il college, e giocando in diverse squadre professionistiche di Detroit e Fort Wayne; militò negli Akron Firestone Non-Skids nel corso degli anni venti. Durante la guerra allenò la squadra della base militare della Wright-Patterson Air Force.

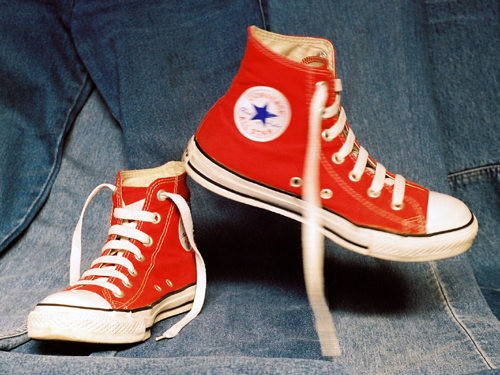
Un paio di Chuck Taylor All-Stars

Già dai tempi dell'high school Taylor era solito usare le scarpe da gioco della Converse. Le apprezzava a tal punto da recarsi direttamente presso l'azienda nel 1921, per cercare un impiego. Venne assunto con la qualifica di addetto alle vendite, e da allora si dedicò quasi esclusivamente a far conoscere le All-Stars, scarpe fino ad allora di scarso successo.
Taylor viaggiava lungo tutto il territorio degli Stati Uniti, promuovendo il gioco del basketball e l'utilizzo delle All Stars. Nel 1922 ebbe l'intuizione di pubblicare il "Converse Basketball Yearbook", un annuario che raccoglieva le foto dei più grandi campioni dell'epoca, che indossavano le scarpe Converse. Il Converse Basketball Yearbook, pubblicato poi fino al 1983, divenne una delle pubblicazioni cestistiche più attese, e contribuì in modo decisivo alla notorietà del gioco, promuovendo e celebrando l'operato dei giocatori e degli allenatori statunitensi.
Nel 1932 il nome di Chuck Taylor fu consacrato dalla Converse, apponendo la firma del giocatore sulle All Stars, divenute pertanto ufficialmente le Chuck Taylor All-Stars.
Taylor continuò a spendersi per la diffusione e lo sviluppo della pallacanestro in tutto il mondo, tenendo corsi e seminari ("clinics") nelle high school, nei college e nelle palestre in cui si giocava a basket. Si recò infatti in Messico, Sud America, Canada, Porto Rico, Africa ed Europa.
Divenne selezionatore All-America, e le sue scelte venivano inserite annualmente nel Converse Yearbook.
Nel 1969 il suo nome entrò a far parte del Naismith Memorial Basketball Hall of Fame, come riconoscimento degli sforzi pionieristici finalizzati alla promozione ed alla diffusione della pallacanestro negli Stati Uniti.